# Киножурнал
„Киножурнал“ е първото списание за кино в България. Излиза в София 2 пъти седмично в периода 1913 – 1914 г.
Списанието е орган на киноматографическото изкуство. В него се публикуват преводни и рекламни материали – новини от киното в чужбина, резюмета на филми, съобщения за програмите на някои филми, както и информация за българското кино, която е с голямо значение за историята на киното в България.
Печата се в печатници „Напред“, „Балкан“, „С. М. Стайков“ и „Гр. Ив. Гавазов“.